# Келлер, Альфред
Альфред Келлер (нем. Alfred Keller, 19 сентября 1882, Бохум, Вестфалия — 11 февраля 1974, Берлин) — один из высших командиров люфтваффе, генерал-полковник авиации (19 июля 1940 года), корфюрер НСФК (1943—1945).

## Ранние годы
Альфред Келлер родился 19 сентября 1882 года в Бохуме, в семье налогового сборщика. Окончил начальную школу в районе Шальке Гельзенкирхена. В 1897 году поступил в кадетское училище. 5 апреля 1902 года фанен-юнкером принят в 17-й саперный батальон Прусской армии в Торне. 22 ноября 1902 года становится фенрихом. 18 августа 1903 года ему было присвоено звание лейтенанта.
18 августа 1911 года произведён в обер-лейтенанты 17-й саперного батальона, где проходил службу до 19 февраля 1912 года. 20 февраля 1912 года был переведён в Вильгельмсхафен и назначен первым инженер-инспектором по городским укреплениям. Летом того же года прошёл подготовку лётчика-наблюдателя в Меце и совершил свой первый полёт. Весной 1913 года проходит курс пилота в экспериментальной лётной школе Нидер Нойендорфа, затем был принят в качестве пилота на авиастанцию в Дармштадте, где находился до 1 августа 1914 года.

## Первая мировая
C началом Первой мировой был назначен командиром 27-го авиаотряда 5-го армейского авиапарка бомбардировочной авиации на Западном фронте. В октябре 1914 года совершил разведывательный полёт над Парижем, с целью определить наличие ПВО во французской столице. Это позволило его авиаотряду успешно совершать воздушные атаки на Париж и пригороды, за что был награждён Железным крестом 2-го класса. 8 ноября 1914 года был повышен до капитана.
С осени 1915 года осуществлял командование 5-го армейского авиапарка, участвующего в Битве при Вердене и одновременно с сентября был командиром 40-го авиаотряда, в составе которого совершал ночные вылеты. В 1916 назначен командиром 1-го армейского авиапарка бомбардировочной авиации, участвовавшего в Битве на Сомме. За свою специализацию по бомбардировщикам получил прозвище «Бомба-Келлер»
С осени 1916 года был командиром 1-го Ночного авиаотряда. 1 апреля 1917 был назначен командиром 1-й бомбардировочной эскадры Верховного командования. Эскадра во главе с Келлером совершала ночные бомбардировки в окрестностях Дюнкерка. В сентябре 1917 года силами эскадры нанёс внезапный ночной удар по базе британских экспедиционных войск в Дюнкерке, бомбардировщики сбросили около 100 000 кг бомб и нанесли значительный ущерб. В результате чего вынудили британцев отступить в Кале. За боевые заслуги был награждён орденом Pour le Merite, Железным крестом 1-го класса, Рыцарским крестом ордена Дома Гогенцоллернов с мечами.
В ночь с 30 на 31 января 1918 года эскадра Келлера совершила бомбардировку Парижа, вызвав разрушения и панику среди населения города. Несмотря на активные действия ПВО эскадра не понесла потерь. После этого французское командование было вынуждено снять часть орудий ПВО с фронта для защиты столицы.

## В Веймарской республике
После окончания войны и расформирования ВВС 1 декабря 1918 года вышел в отставку в чине майора (официально 16 января 1920 года). Возглавил наземный отдел германской Воздушной торговой компании. 1 мая 1923 года руководящий сотрудник компании авиаперевозок Юнкерса и директор Данцигской авиапочты. 1 мая 1925 года возглавил авиационную транспортную школу в Берлине — Штаакене, позже в 1928 году в Брауншвейге. В этот период началась тайная подготовка новых военных лётчиков, в которой он участвует. С 1931 года стал тесно сотрудничать с командованием Рейхсвера по вопросам воссоздания военной авиации.

## Карьера в Люфтваффе
1 января 1934 года получил звание полковника, назначен командиром 2-й инженерного батальона и откомандирован в Имперское министерство авиации, оставался командиром лётной школы в Брауншвейге. 1 июня 1934 года назначен командиром 154-й бомбардировочной эскадры и комендантом авиабазы в Фасберге. С 1 апреля 1935 года высший командующий авиации IV Воздушного округа в Мюнстере. С 1 октября 1937 офицер для особых поручений в Имперском министерстве авиации и при главнокомандующем люфтваффе. С 1 января 1938 года командующий I Воздушного округа в Кёнигсберге. С 4 февраля 1938 года руководит воздушным командованием люфтваффе в Восточной Пруссии. 1 февраля 1939 назначен командиром 4-й воздушной дивизии, расквартированной в Брауншвейге.

## Вторая мировая
11 октября 1939 года возглавил, сформированный на базе дивизии, IV Воздушный корпус. 10 мая 1940 года корпус участвовал в налёте на аэродромы Голландии и Бельгии. Во время Французской кампании лично совершил 58 боевых вылетов в районе Дюнкерка. За успехи корпуса 24 июня 1940 года был награждён Рыцарским крестом Железного креста.
20 августа 1940 года был назначен командующим 1-го воздушного флота, а также командующим ВВС на Востоке. С началом Великой Отечественной войны 1-й воздушный флот поддерживал наступление Группу армий «Север».
Организовал воздушное снабжение наземных войск попавших в «Демянский котёл». 1-й воздушный флот под командованием Келлера участвовал в Блокаде Ленинграда, в 1942 году пытался сорвать навигацию по Ладоге. 26 июня 1943 года был переведен в резерв люфтваффе и назначен руководителем (Корфюрером) Национал-социалистического авиакорпуса (НСФК), во главе которого оставался до конца войны.

## После войны
В мае 1945 года был арестован британскими войсками неподалёку от Любека. 9 января 1946 года переведен в специальный лагерь (англ. Special Camp XI) для военнопленных в Южном Уэльсе.. В 1947 году был освобождён.
В 1955 году стал президентом Общества Кавалеров Рыцарского Креста (нем. Ordensgemeinschaft der Ritterkreuzträger). Умер 11 февраля 1974 года в Берлине.

## Награды
- Знак военного летчика (Королевство Пруссия)
- Железный крест (1914) 2-го и 1-го класса (Королевство Пруссия)
- Рыцарский крест Королевского ордена Дома Гогенцоллернов с мечами (Королевство Пруссия)
- Орден «За военные заслуги» 4-го класса с короной и мечами (Королевство Бавария)
- Медаль «За храбрость» (Великое герцогство Гессен)
- Орден «Pour le Merite» (4.12.1917) (Королевство Пруссия)
- Почётный крест Первой мировой войны 1914/1918 с мечами (1934)
- Медаль «За выслугу лет в Вермахте» с 4-го по 2-й класс
- Пряжка к Железному кресту (1939) 2-го и 1-го класса
- Рыцарский крест Железного креста (24.06.1940)
- Знак «Лётчик-наблюдатель» в золоте с бриллиантами